# Лакырха
Лакырха (абх. Лакырха) или Салхино (груз. სალხინო) — село в Абхазии, в Гагрском районе частично признанной Республики Абхазия, согласно административному делению Грузии — в Гагрском муниципалитете Абхазской Автономной Республики. Высота над уровнем моря составляет 150 метров.
Салхино переименовано в Лакырха согласно постановлению ВС Республики Абхазия от 4 декабря 1992 года. По законам Грузии продолжает носить название Салхино.

## Население
По данным 1959 года в селе жило 203 жителя, в основном армяне. В 1989 году в селе проживало 122 человека, также в основном армяне.